# جاستن أ. فرانك
جاستن أ. فرانك (بالإنجليزية: Justin A. Frank)‏ هو عالم نفس أمريكي، ولد في 18 نوفمبر 1938.